# Flandern-Rundfahrt 2011
Der  Flandern-Rundfahrt 2011 am 3. April 2011 war die 95. Austragung des Rad-Klassiker. Das Eintagesrennen war Teil der UCI World Tour 2011 und innerhalb dieser das siebte Rennen. Die Distanz des Rennens betrug 258 Kilometer.

## Die Teilnehmer
| ProTeams Quickstep Omega Pharma-Lotto Saxo Bank SunGard ag2r La Mondiale Lampre-ISD Liquigas-Cannondale Pro Team Astana Leopard Trek Rabobank Vacansoleil-DCM Katjuscha Euskaltel-Euskadi Movistar Team Sky ProCycling BMC Racing Team Garmin-Cervélo HTC-Highroad Team RadioShack Professional Continental Teams Landbouwkrediet Topsport Vlaanderen-Mercator Verandas Willems Skil-Shimano Team Europcar FDJ Cofidis, le Crédit en Ligne |

Startberechtigt waren die 18 ProTeams. Zusätzlich verteilte der Veranstalter sieben Wildcards an Professional Continental Teams, von denen drei aus dem Austragungsland Belgien stammten. Die gleichen sieben Teams hatten übrigens schon für das eine Woche zuvor ausgetragene Rennen Gent-Wevelgem eine Starterlaubnis erhalten.
Als Favoriten galten vor dem Start vor allem Vorjahressieger Fabian Cancellara von Saxo Bank SunGard und der Vorjahreszweite Tom Boonen aus dem Quickstep Cycling Team. Beide hatten im Vorfeld der „Ronde“ mit dem E3-Preis Flandern und Gent-Wevelgem Rennen ähnlichen Charakters gewonnen. Weitere Kandidaten für eine vordere Platzierung waren Philippe Gilbert (Omega Pharma-Lotto), Leif Hoste, Luca Paolini und Filippo Pozzato (alle Katjuscha) sowie die Garmin-Cervélo-Profis Heinrich Haussler, Weltmeister Thor Hushovd und Tyler Farrar, Alessandro Ballan und der aussichtsreichste deutsche Teilnehmer Marcus Burghardt vom BMC Racing Team, Juan Antonio Flecha (Sky ProCycling), Stijn Devolder und Bjorn Leukemans (Vacansoleil-DCM) sowie Nick Nuyens von Saxo Bank SunGard.

## Die Strecke
Der Start erfolgte kurz vor zehn Uhr am Morgen auf dem Marktplatz von Brügge. Die rennentscheidenden Schwierigkeiten waren wie in jedem Jahr die sogenannten „Hellingen“, also kurze und steile Anstiege, viele mit Kopfsteinpflaster besetzt. Zudem wurden auch noch flache Kopfsteinpflaster-Abschnitte passiert. Die erste Helling folgte nach 68 Kilometern Weg nach Süden mit dem Tiegemberg. Viele Hundertschaften von Fans feuerten die Fahrer beim „Volksfest von Flandern“ an, als diese berühmte Hügel wie den Oude Kwaremont oder den Koppenberg passierten. Die schwierigste Helling war erneut die steile Kopfsteinpflaster-Rampe „Muur-Kapelmuur“. Danach folgte der Bosberg, bevor acht flache Kilometer bis zum Ziel in Ninove-Meerbeeke auf dem Programm standen.

## Rennverlauf
Nach 31 Kilometern setzten sich fünf Fahrer vom Feld ab: die Briten Jeremy Hunt von Sky ProCycling und Roger Hammond von Garmin-Cervélo sowie Stefan van Dijk (Verandas Willems), Sébastien Turgot (Team Europcar) und Mitchell Docker (Skil-Shimano), die sich einen Maximalvorsprung von acht Minuten erarbeiteten. Nach 180 Kilometern wurde das Quintett eingeholt, nachdem es schon zuvor zahlreiche Attacken aus dem Feld gegeben hatte. Eine davon brachte Sylvain Chavanel von Quickstep als Solist an die Spitze des Rennens, nachdem er mit Simon Clarke vom Pro Team Astana die ursprünglichen Ausreißer eingeholt und sich dann von seinen Begleitern gelöst hatte. Vierzig Kilometer vor dem Ziel erfolgte dann am Leberg ein scheinbar entscheidender Angriff von Favorit Fabian Cancellara: der Schweizer von Leopard Trek fuhr Tom Boonen, der es kurz davor selbst versucht hatte, und den anderen Siegkandidaten davon. Cancellara schloss fünf Kilometer später zum führenden Chavanel auf. Obwohl der Franzose keine Tempoarbeit übernahm und Cancellara allein im Wind fahren ließ, baute das Duo seinen Vorsprung auf eine Minute aus. Dann zeichnete aber vor allem das BMC Racing Team dafür verantwortlich, das der Abstand zu den Verfolgern schnell schmolz. An der berühmten Mauer von Geraardsbergen wurden Chavanel und Cancellara eingeholt. Am darauf folgenden Bosberg startete der Belgier Philippe Gilbert einen Angriff und fuhr einige Sekunden an Vorsprung auf die übrigen Favoriten heraus. Doch diese schlossen sieben Kilometer vor dem Ende zum Mann von Omega Pharma-Lotto auf. Zwölf Profis lagen nun an der Spitze des Rennens. Weitere Attacken folgten, die entscheidende setzte erneut Vorjahressieger Cancellara mit Nick Nuyens und Chavanel am Hinterrad. Die übrigen Fahrer der Spitzengruppe hatten nichts mehr zuzusetzen, sodass es zu einem Sprint des Trios um den Sieg kam. Dabei setzte sich Nuyens von Saxo Bank SunGard gegen Chavanel und Cancellara durch und feierte den bis dahin größten Erfolg seiner Karriere. Bester Deutscher war Danilo Hondo von Lampre-ISD als 16.

## Ergebnis
|     | Fahrer              | Nation                 | Team               | Zeit         |
| --- | ------------------- | ---------------------- | ------------------ | ------------ |
| 1.  | Nick Nuyens         | Belgien                | Saxo Bank SunGard  | 6:01:20 h    |
| 2.  | Sylvain Chavanel    | Frankreich             | Quickstep          | gleiche Zeit |
| 3.  | Fabian Cancellara   | Schweiz                | Leopard Trek       | gleiche Zeit |
| 4.  | Tom Boonen          | Belgien                | Quickstep          | + 0:02       |
| 5.  | Sebastian Langeveld | Niederlande            | Rabobank           | + 0:05       |
| 6.  | George Hincapie     | Vereinigte Staaten     | BMC Racing Team    | + 0:05       |
| 7.  | Bjorn Leukemans     | Belgien                | Vacansoleil-DCM    | + 0:05       |
| 8.  | Staf Scheirlinckx   | Belgien                | Veranda’s Willems  | + 0:05       |
| 9.  | Philippe Gilbert    | Belgien                | Omega Pharma-Lotto | + 0:05       |
| 10. | Geraint Thomas      | Vereinigtes Konigreich | Sky ProCycling     | + 0:05       |